# تاریخ سرخس

## تاریخ

### قبل از اسلام
از دوره قبل از اسلام سرخس اطلاع درستی در دست نیست اما فردوسی در شاهنامه و در داستان«جنگ هفت گردان»از سرخس چنین یاد کرده‌است.
| به نخجیرگاه رد افراسیاب    |  | زیکدست کوه ودگر رود آب    |
| دگر سو سرخس وبیابان به پیش |  | گله گشته بر دشت آهو و میش |

همچنین در داستان آگاه شدن افراسیاب از طوس و سپاه او می‌گوید:
| میان سرخس است و باورد طوس |  | ز باورد برخاست آوای کوس |

اگر همان‌طور که اظهار نظر کرده‌اند که فردوسی ماخذی از تاریخ ایران شرقی در اختیار داشته، و از آن تاریخ در اشعار خود استفاده می‌کرده‌است، معلوم می‌شود که نام سرخس از دیرترین ایام تاریخ ما-که هنوز مبهم است- وجود داشته‌است.

### سرخس در دوران اسلامی
چنان‌که تاریخ می‌گوید یزدگرد سوم آخرین پادشاه ساسانی پس از شکست از اعراب برای تجدید حیات سیاسی خود به شرق ایران آمد و بالاخره به دست آسیابانی در شهر مرو کشته شد.
با توجه به استیلا و اقتدار اعراب بر خراسان و دیگر توابع، در این دوره مرو، شهری آباد بود و نیشابور نیز شهری بزرگ و آبادان، سرخس در نیمه راه این دو شهر از مزایا وسهم خوبی بهره می‌برد.
جغرافی‌دانان و نویسندگان قرن سوم و چهارم به‌طور مستقیم و غیر مستقیمپیامبرگ نببننهٔ سرخس چنین ذکر کرده‌اند که این شهر در آن زمان آبادانی چشمگیری داشته‌است.
شاید بتوان فضل بن یحیی سرخسی وزیر با تدبیر مامون عباسی را در آبادانی سرخس، در دوره حکومت عباسیان مؤثر دانست.
یعقوبی جغرافی‌دان قرن سوم هجری در کتاب تاریخ نیشابور صفحه ۱۹ دربارهٔ سرخس چنین می‌گوید: سرخس سرزمینی باشکوه و شهر آن بزرگ و در بیابانی ریگزار واقع است و مردمی به هم‌آمیخته در آن سکونت دارند، عبدالله بن خازم سلمی در زمان خلافت عثمان آن را فتح کرد.
صاحب حدود العالم درباره سرخس چنین می‌گوید: سرخس شهری است بر راه اندر و اندر میان بیابان نهاده و ایشان را یکی خشک رود(فصلی) است که‌اند میان بازار می‌گذرد و بوقت آبخیز اندرو آب رود و بس جای با کشت و برز است و مردمان قوی ترکیب‌اند و جنگی و خواسته ایشان شتر است.

### دوران حکومت سلجوقیان
سلطان سنجرسلجوقی ازسال ۴۹۰ تا ۵۵۲ هجری قمری سال‌ها در مرو پایتخت داشت. توقف وی در مرو، نه تنها در آبادانی آن جا اثر کرد بلکه در نتیجه امنیت و پیشرفت دراین زمان، در شهرهای دیگر ایران مانند سرخس که همسایه غربی مرو بود نیز محسوس بود. از آثار سلجوقیان می‌توان به اثر بسیار نفیس، بنام مقبره لقمان بابا و رباط شرف که در مسیر جاده ابریشم قرارداشت، نام برد.
لقمان بابا

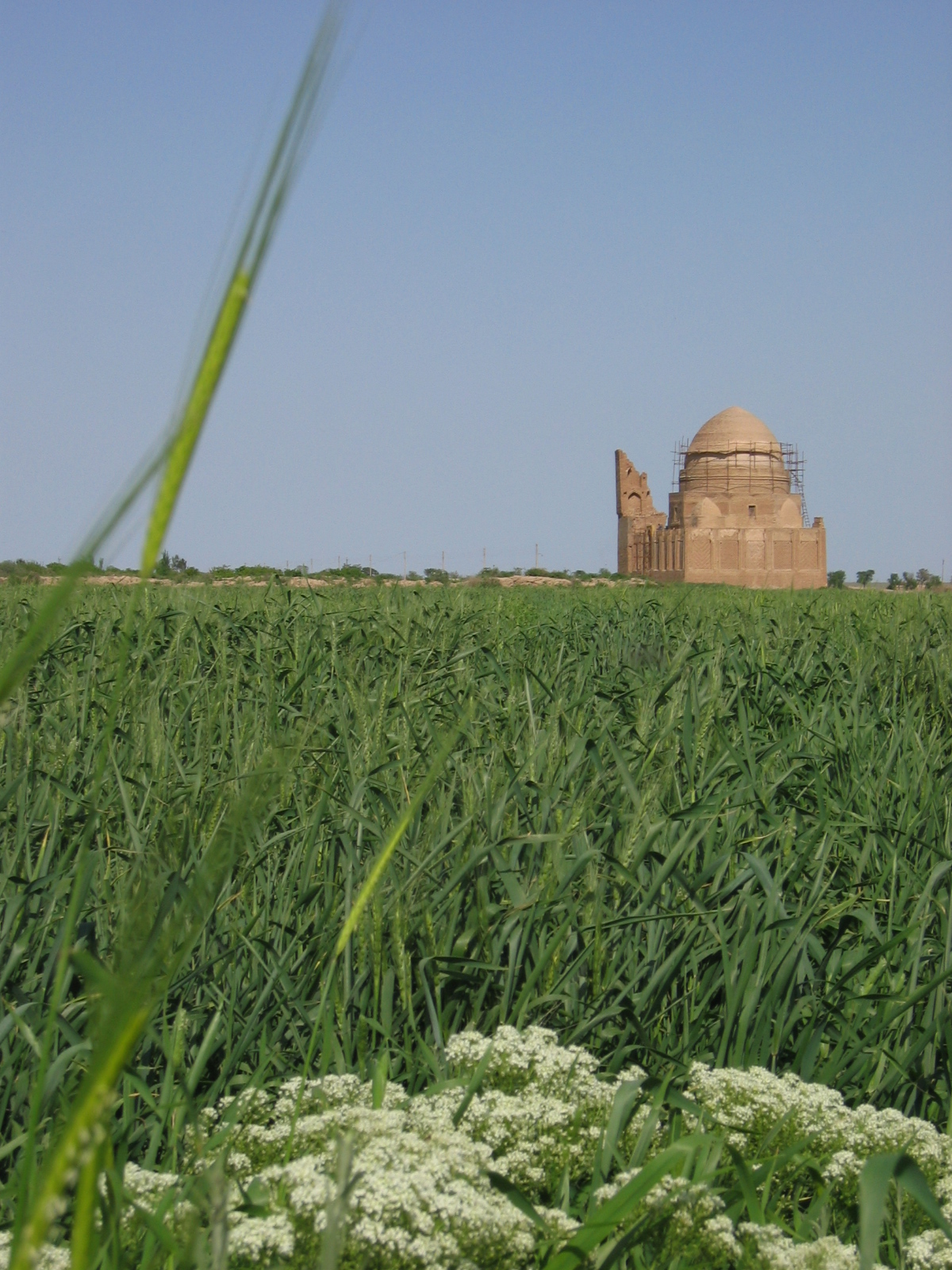
مقبره شیخ لقمان بابا.

مقبره شیخ لقمان که از عرفای قرن چهارم هجری و معاصر ابوسعید ابوالخیر بود، بنایی است عظیم و بسیار با شکوه، این بنا از آجر ساخته شده‌است و دارای تزئینات گچی، گچ بری، و آجرکاری ممتاز می‌باشد که پس از گذشت بیش از هشتصد سال هنوز با ابهت و صلابت خود را در کنار شهر سرخس گردن فرازی می‌کند.

## رباط شرف
بنای بسیار جالب دیگری در حدود ۴۰ کیلومتری شهر سرخس و در کنار جاده ابریشم (جاده قدیم نیشابور، سرخس، مرو) قرار دارد.این بنای زیبا، رباطی (کاروانسرای) است مشهور به رباط شرف و بی شک یکی از شاهکارهای دوران سلجوقیان به حساب می‌آید.
رباط دارای دو بخش مجزا و دو حیاط مستقل می‌باشد که در هر یک از آن‌ها ایوان و طاق‌های متعددی و در هر یک مسجدی با محراب برای نمازگزاران وجود دارد.

### سرخس در زمان افول حکومت سلجوقیان
بعد از شکست و اسیر شدن سلطان سنجر سلجوقی به دست غزه‌های حوالی بلخ، بیابان‌نشین‌های ترکمن مانند مور و ملخ به خراسان ریختند و بلاد آباد آن که هر یک نمونه بارز عالم تمدن و از جهت عمارت و جمعیت، در آن زمان کم نظیر بود، پایمال سم اسبان این جماعت غارتگر شد. در این حادثه، سرخس خط مقدم این حوادث بود و از دستبرد غزان، مصون نماند و به وسیله این قوم غارت شد.

### سرخس در قرن هفتم و هشتم
در قرن هفتم هجری، شهرهای خراسان در برابر سیل خروشان سپاهیان مغول از هم پاشیدند و به نیستی گرایید. تولی خان پس از تصرف مرو، از سرخس عازم نیشابور شد، که ظاهراً سرخس نیز از این تهاجم بی نصیب نمانده‌است.
حمدالله مستوفی در نیمه اول قرن هشتم هجری، تقریباً ۱۲۰ سال پس از حمله مغول، در باب سرخس می‌گوید: سرخس از اقلیم چهارم است. دور بارویش پنج هزار گام است و قلعه‌ای محکم از خاکریز دارد و هوایش گرمسیر است.

### سرخس در دوران قاجاریه

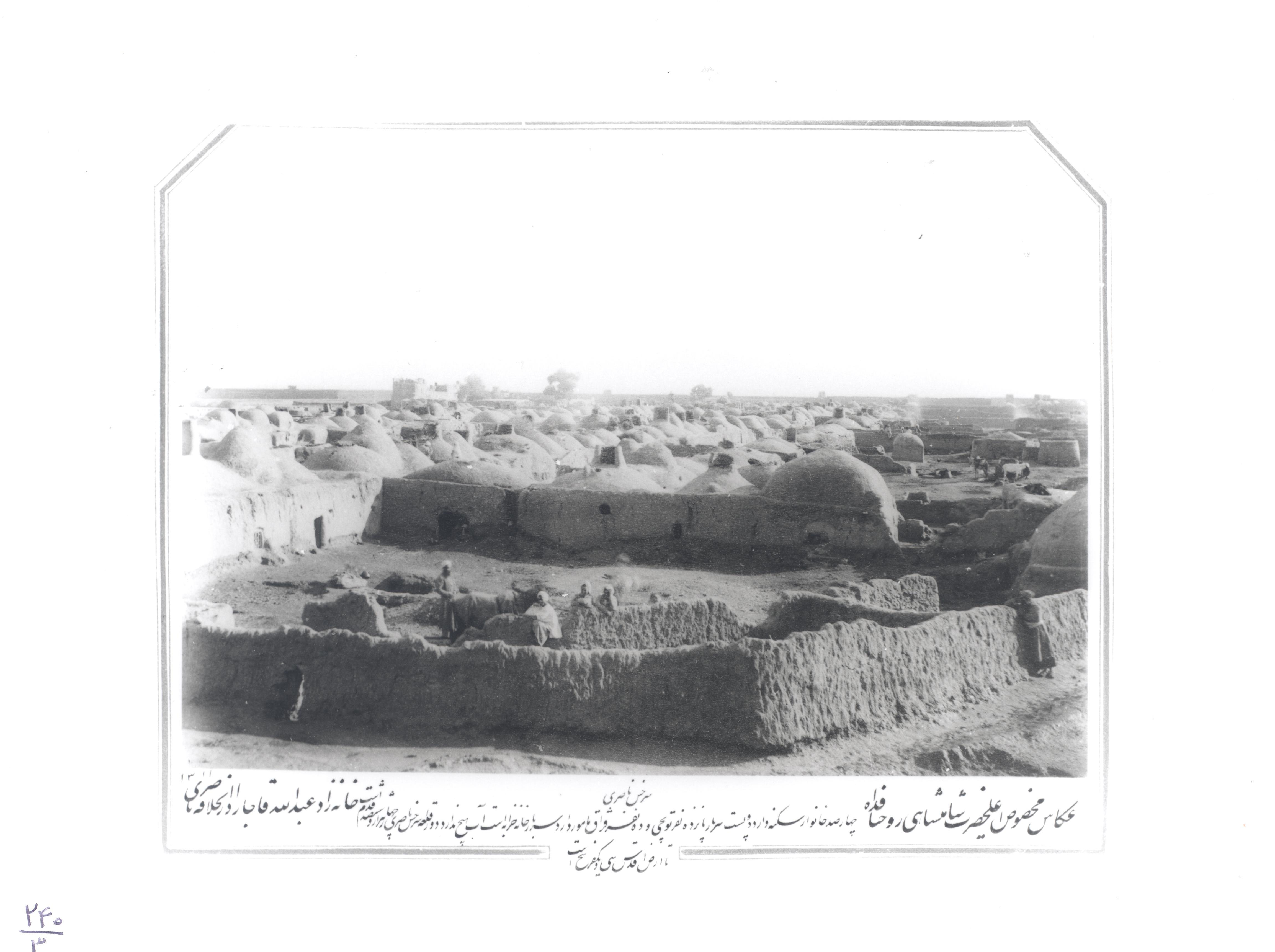
نمایی از سرخس در ۱۳۱۱ هجری قمری (دورهٔ قاجار)

بعد از جنگ‌های ایران و روسیه، عباس میرزا پس از برقرار کردن امنیت نسبی در شرق ایران، مامور امنیت شمال شرق کشور شد و در سال ۱۲۴۸ به سوی سرخس رفت و با پا فشاری زیاد قلعه سرخس را از ایل سالور(ترکمن) گرفت، باروی آنجا را خراب کرد و اغلب مردم آنجا را کشت.

### سرخس نو پا یا سرخس ناصری

نمای میدان ورودی جدیدالتاسیس شهر سرخس

بعد از این که برج و باروی سرخس در زمان عباس میرزا به کلی خراب شد، در زمان ناصرالدین شاه و در فاصله تقریبی نیم میل در سمت چپ رودخانه تجن-در مکان تقریبی سرخس قدیم- قلعه عظیمی به شکل کثیر الاضلاع ساختند که به قلعه ناصری موسوم گشت. قلعه برای دفاع خود در برابر ترکمن‌های ناحیه مرو ۲۴ برج داشت که مجهز به وسایل استحفاظی و توپ جنگی بود.
اولین اروپایی که از قلعه ناصری دیدن کرد، شخصی از کشور فرانسه به نام بلوک وی (Bloque Ville) در سال ۱۲۷۷ ه.ق بود.
روسیه نیز بعد از اقدامات عباس میرزا و در زمان ناصرالدین شاه در سال ۱۳۰۱ ه.ق، برای نفوذ خود در ترکمنستان، در محل خرابه‌های سرخس قدیم و در کنار رودخانه تجن، قلعه نظامی به نام سرخس روس بنا نهاد. اولین اروپایی که از سرخس روسیه دیدن کرده‌است، افسر فرانسوی جوانی به نام کنت دوشله(Cont de Cholet )بوده‌است.

### سرخس در آغاز قرن ۱۴ هجری قمری
وقتی سرخس چشم به قرن حاضر گشود، شهری کوچک بود، منزوی و دورافتاده که حد شرقی آن بر اساس توافق مرزی بین ایران و روسیه به رودخانه تجن محدود می‌شد. مقارن همان ایام روس‌ها زمین‌های را که در مغرب رودخانه از سال‌های پیش در اختیار گرفته بودند به ایران واگذار کردند. قسمتی از این اراضی در نوار مرزی به جنگل جهانبانی معروف است که هم‌اکنون در اختیار موقوفات استان قدس رضوی می‌باشد واین شهردرسال۱۳۱۵خورشیدی وبه دستوررضاخان باموقوفات استان قدس رضوی فعلی که شامل منطقه اوین تهران ولنجک باغ فیض بود معاوضه گردیدوهم اکنون۹۸٪این شهرموقوفه ومتعلق به استان قدس رضوی میباشد.در سال ۱۳۴۶ جاده‌ای به طول ۱۸۲ کیلومتر از مشهد تا سرخس کشیده شد و آسفالت آن تا سال ۱۳۵۰ مورد بهره‌برداری قرار گرفت که احداث این راه به منزله نقطه عطفی در تاریخ معاصر سرخس به شمار می‌آید و ازاوایل دهه۷۰ شمسی درصدد احدآث جاده جدید میباشندکه به جز چند قطعه الباقی ان همانند تونل گردنه مزداوند هنوز منتظر بودجه میباشد
از آثار باستانی این شهر می‌توان از پل خاتون واقع در مرز ایران و ترکمنستان، کاروانسرا یا رباط شرف و بنای لقمان نام برد. علاوه بر این بناهای زیبا دریاچه بزنگان در نزدیکی شهر از جاذبه‌های طبیعی این منطقه است. دریاچه دوستی هم از دریاچه‌های مصنوعی است که روی رودخانه تجن و پشت سد دوستی بنا شده‌است. طول این دریاچه ۱۲ کیلومتر است و مخزن بزرگ تأمین آب بین دو کشور ایران و ترکمنستان است.
اب گرم ارتزین واقع در منطقه خانگیران نیز مغفول باقی مانده است